# مردگان متحرک (فصل ۳)
فصل سوم از سریال مردگان متحرک در تاریخ ۱۴ اکتبر ۲۰۱۳ شروع و در تاریخ ۳۱ مارس ۲۰۱۳ با ۱۶ قسمت تمام شده است. این فصل از سریال نیز همانند فصل‌های قبل براساس کتاب‌های کمیک مردگان متحرک که نویسنده آن رابرت کرکمن بوده، ساخته شده است.

## بازیگران

### بازیگران اصلی این فصل
- اندرو لینکولن در نقش ریک گریمز
- چندلر ریگز در نقش کارل گریمز
- نورمن ریداس در نقش دریل دیکسون
- مایکل راکر در نقش مریل دیکسون
- استیون ین در نقش گلن ری
- سارا وین کالیز در نقش لوری گریمز
- لوری هولدن در نقش آندریا
- رابرت سینگلتون در نقش تی-داگ
- ملیسا مک براید در نقش کارول پلیتر
- اسکات ویلسون  در نقش هرشل گرین
- لورن کوهن در نقش مگی گرین
- امیلی کینی در نقش بث گرین
- دانای گوریرا در نقش میشون
- دیوید موریسی در نقش فرماندار
- دالاس رابرتس در نقش دکتر میلتون ممت
- چاد ال کولمن در نقش تایریس
- سنیکا مارتین-گرین در نقش ساشا
- لنی جیمز در نقش مورگان جونز

## خلاصه داستان
۸ ماه از اتفاقاتی که افتاده گذشته. در این هشت ماه ریک و گروهش در یک طرف و آندریا و میشون در طرفی دیگر آواره و بدون سرپناه بودند. ریک و افرادش زندانی را پیدا می‌کنند و محوطه آن را از مرده‌ها می‌گیرند و یک شب را در آنجا می‌گذرانند. فردای آن روز تصمیم به پاکسازی داخل زندان از مرده‌ها می‌گیرند و موفق نیز می‌شوند. از طرفی دیگر اندریا و میشون به شهری بنام وودبری که توسط دیوارهایی بزرگ حصار شده بود می‌پیوندند، میشون از چهره پلید فرماندار شهر آگاه می‌شود و می‌خواهد آنجا را ترک کنند ولی آندریا با او موافقت نمی‌کند. ریک و گروهش که در زندان جا افتاده‌اند، با از دست دادن لوری همسر ریک حین زایمان بچه و تی داگ ، دوباره از هم می‌پاشند. گلن و مگی هنگامی که برای تهیه آذوقه بیرون از زندان رفته بودند توسط اعضای فرماندار دستگیر و شکنجه می‌شوند، آنها محل زندگیشان را لو می‌دهند اما میشون که از وودبری فرار کرده و دستگیری اعضای زندان را دیده به زندان می‌رود و گروه ریک را از دستگیری اعضایشان با خبر می‌سازد، ریک با عده‌ای از گروه برای نجات آن دو اقدام می‌کنند و آنها را نجات می‌دهند و این آغازی است برای نزاع بین اعضای زندان و فرماندار.
در آخر فرماندار که شهروندان وودبری را برای مبارزه با زندانیان برده بود شکست می‌خورند، آندریا نیز میمیرد . فرماندار فرار کرده و شهروندان وودبری پس از اطلاع از نیت خیر اعضای زندان به آنها ملحق می‌شوند

## قسمت‌ها

### نیم فصل اول
| No. in سریال | No. in فصل | عنوان                       | کارگردان      | نویسنده      | تاریخ پخش      | میانگین بیننده در آمریکا (millions) |
| ------------ | ---------- | --------------------------- | ------------- | ------------ | -------------- | ----------------------------------- |
| ۱            | ۲۰         | «دانه»                      | ارنست دیکرسون | گلن مازارا   | ۱۴ اکتبر ۲۰۱۲  | ۱۰٫۸۷                               |
| ۲            | ۲۱         | «مریض»                      | بیلی گیرهارت  | نیکول بیتی   | ۲۱ اکتبر ۲۰۱۲  | ۹٫۵۵                                |
| ۳            | ۲۲         | «بیا با هم راه بریم»        | گای فرلاند    | ایوان رایلی  | ۲۸ اکتبر ۲۰۱۲  | ۱۰٫۵۱                               |
| ۴            | ۲۳         | «قاتل در»                   | گای فرلاند    | سانگ کیو کیم | ۴ نوامبر ۲۰۱۲  | ۹٫۲۷                                |
| ۵            | ۲۴         | «کلمه را بگو»               | گرگ نیکوترو   | آنجلا کنگ    | ۱۱ نوامبر ۲۰۱۲ | ۱۰٫۳۷                               |
| ۶            | ۲۵         | «تعقیب»                     | دن آتیاس      | اسکات گیمپل  | ۱۸ نوامبر ۲۰۱۲ | ۹٫۲۱                                |
| ۷            | ۲۶         | «هنگامی که مرده ضربه می‌زند» | دن اسکاکهیم   | فرانک رنزالی | ۲۷ دسامبر ۲۰۱۱ | ۱۰٫۴۳                               |
| ۸            | ۲۷         | «ساخته شده از رنج»          | بیلی گیرهارت  | رابرت کرکمن  | ۲ دسامبر ۲۰۱۲  | ۱۰٫۴۸                               |

### نیم فصل دوم
| No. in سریال | No. in فصل | عنوان               | کارگردان         | نویسنده                  | تاریخ پخش     | میانگین بیننده در آمریکا (millions) |
| ------------ | ---------- | ------------------- | ---------------- | ------------------------ | ------------- | ----------------------------------- |
| ۹            | ۲۸         | «شاه خودکشی»        | لسلی لینکا گلاتر | ایوان رایلی              | ۱۰ فوریه ۲۰۱۳ | ۱۲٫۲۶                               |
| ۱۰           | ۲۹         | «خانه»              | سیت من           | نیکول بیتی               | ۱۷ فوریه ۲۰۱۳ | ۱۱٫۰۵                               |
| ۱۱           | ۳۰         | «من وطن فروش نیستم» | گرگ نیکوترو      | آنجلا کنگ                | ۲۴ فوریه ۲۰۱۳ | ۱۱٫۰۱                               |
| ۱۲           | ۳۱         | «پاک»               | تریکیا بروک      | اسکات گیمپل              | ۳ مارس ۲۰۱۳   | ۱۱٫۳۰                               |
| ۱۳           | ۳۲         | «فلش در باهو»       | ارنست دیکرسون    | رایان کولمن              | ۱۰ مارس ۲۰۱۳  | ۱۱٫۴۶                               |
| ۱۴           | ۳۳         | «شکار»              | استفان شوارتز    | گلن مازارا و ایوان رایلی | ۱۷ مارس ۲۰۱۳  | ۱۰٫۸۴                               |
| ۱۵           | ۳۴         | «این زندگی غمگین»   | گرگ نیکوترو      | اسکات گیمپل              | ۲۴ مارس ۲۰۱۳  | ۱۰٫۹۹                               |
| ۱۶           | ۳۵         | «به قبرها خوش آمدی» | ارنست دیکرسون    | گلن مازارا               | ۳۱ مارس ۲۰۱۳  | ۱۲٫۴۲                               |